# Louis Finot (orientaliste)
Pour les articles homonymes, voir Louis Finot et Finot.
Louis Finot, né à Bar-sur-Aube le 20 juillet 1864 et mort à Toulon le 16 mai 1935, est un archéologue et orientaliste français, spécialiste de la philologie et de l'épigraphie de l'Asie du Sud-Est. Il consacra la majeure partie de sa vie à l'Indochine et à la découverte de sites historiques, tel que Angkor.
Louis Finot se joint à d'autres archéologues pour sillonner toute l'Indochine et veiller à la sauvegarde de sites historiques, en particulier les sites cham et khmer.
À la création de l'École française d'Extrême-Orient (EFEO) qui en 1898, s'appelait la mission archéologique puis EFEO en 1900, il en devient un membre essentiel et en sera directeur à quatre reprises : de 1898 à 1904 et de 1920 à 1926, par intérim de 1914 à 1918 et de 1928 à 1930.
Dès les débuts de l'EFEO et même avant du temps de la mission archéologique, et ce, jusqu'en 1930, Louis Finot a su en permanence trouver les bonnes personnes, passionnées et talentueuses dont l'EFEO avait besoin pour travailler avec conviction et dévouement pour assurer la conservation des sites sur lesquels l'EFEO devait intervenir.

## Biographie[1]
Louis Finot, né le 20 juillet 1864, a étudié au collège Saint-Bernard de Troyes. Il part à Paris où il est licencié ès lettres et en droit. Louis Finot intègre l'École nationale des chartes en 1886 après avoir soutenu une thèse intitulée Étude sur les revenus de la couronne et l'administration des finances sous le règne de Charles VI.  Il en sort deux ans après avec le titre d'archiviste paléographe.
En 1890, il entre comme stagiaire à la Bibliothèque nationale, où il est nommé bibliothécaire en 1892. Puis il entreprend des études de sanskrit à École des hautes études auprès de Sylvain Lévi. Il obtient le diplôme de sanskrit en 1894 et il est nommé directeur-adjoint des conférences de sanskrit à l'École pratique des Hautes Etudes (EPHE).
En 1897, Louis Finot est nommé directeur de la Mission archéologique en Indochine créée par le Gouverneur Général de l'Indochine Paul Doumer, devenue officiellement  l'École française d'Extrême-Orient (EFEO) en 1900. Il en devient un membre essentiel  en tant que chef de l'archéologie de l'EFEO, tout comme Henri Parmentier qu'il retrouvera en Indochine pour établir un état des lieux des sites historiques.
Il est également directeur d'études à l'École pratique des hautes études et professeur d'histoire et de philologie indochinoises au Collège de France de 1920 à 1930. Il est élu membre de l'Académie des inscriptions et belles-lettres en 1933. Fidèle à l'EFEO, il en aura été le directeur à quatre reprises : de 1898 à 1904 et de 1920 à 1926, par intérim de 1914 à 1918 et de 1928 à 1930.

## Indochine
La première mission de Louis Finot, en 1898, en Indochine, en tant que Directeur de la mission archéologique puis l'EFEO dont la vocation d'origine est l'archéologie à cette époque, consiste à parcourir tous les pays qui composent la colonie ; l'Annam, la Cochinchine, le Tonkin, le Cambodge, le Laos avec Antoine Cabaton et le Capitaine Étienne Lunet de Lajonquière. Finot part ensuite à Saïgon en Cochinchine pour y procéder à la mise au point de son inventaire et veiller à l'installation d'une bibliothèque et d'un musée.
Pour cela, il s'inspire du modèle de la Société des arts et des sciences de Batavia (en), la plus ancienne de toutes les sociétés scientifiques d'Extrême-Orient, dont il va étudier l'organisation et le fonctionnement sur place en août-septembre 1899.
En 1899, Louis Finot et Étienne Lunet de Lajonquière — officier, archéologue et ethnologue attaché à la mission d'archéologie d'Indochine en 1893 —, ont effectué un inventaire des sites historiques repérés en Annam. De ce fait, à partir de ce travail, Henri Parmentier établit alors une liste de travaux de reconstitution pour un certain nombre de sites à effectuer mais des mesures conservatoires d'urgence s'imposaient pour les emplacements les plus sinistrés et menacés par la ruine, tel Po Nagar à Nha Trang.
Dès 1901, il signe dans le premier Bulletin de l'EFEO un article sur « La religion des Chams » suivi d'un « Inventaire des monuments », d'une traduction, de dix-huit comptes-rendus et deux rapports d'activité. Louis Finot réunit à Hanoï, l'année suivante, le premier Congrès international des études d'Extrême-Orient.
Arrivé au terme de son mandat, le 31 décembre 1904, Louis Finot est remplacé par Alfred Foucher à la direction de l'EFEO. Mais au lieu de regagner directement Paris, il parcourt le Siam (Thaïlande), la Birmanie et l'Inde, avant de renouer avec l'enseignement.
En 1907, Louis Finot prend la charge de la chaire d'histoire et de philologie indochinoise à l'École des hautes études et au Collège de France.
En 1914, il interrompt ses cours pour assurer à nouveau la direction de l'EFEO, pendant la mobilisation de Claude-Eugène Maitre. Il retourne aussitôt en Indochine, reprend son travail sur divers textes et inscriptions. Là, il rejoint Henri Parmentier et Victor Goloubew pour étudier, entre autres, les bas-reliefs du grand temple de Banteay Samre, les temples de Vat Phu, de Vat Nokor, l'Architecture khmère ancienne d'après les bas-reliefs du Bayon.
Louis Finot retourne en France en 1918. Mais en décembre 1920, et contre toute attente, l'EFEO lui demande de prendre la direction de l'EFEO, tâche qu'il assumera jusqu'en 1926. Il repart donc pour Angkor en compagnie de Victor Goloubew, afin de revoir le Bayon et Neak Pean, puis se rend à Bantey Chmar et visite plusieurs sites.
Ce voyage lui permet d'acquérir la certitude que tous ces édifices ont été construits par un souverain bouddhiste. À partir de cette découverte, il rédige plusieurs articles (BEFEO 23, Études asiatiques I, BEFEO 25), qui permettront à Philippe Stern (1927) et George Coedès (1928) de dater leur construction au règne du Jayavarman VII.

## Activités diverses
En parallèle à ses activités archéologiques, Louis Finot entretient des relations étroites avec l'École Supérieure de pâli de Phnom Penh, et contribue, par l'intermédiaire de Suzanne Karpelès, à la création de la Bibliothèque royale du Cambodge à Pnom Penh devenue depuis Bibliothèque Nationale du Cambodge. La Bibliothèque Royale du Cambodge fut inaugurée le (24 décembre 1924), avec une collection de départ de 2 879 livres, en majorité en français .
Louis Finot obtient la création du parc archéologique d'Angkor, qui bénéficie d'une surveillance plus active et d'une législation spéciale. Il crée par ailleurs une nouvelle collection de l'École : les « Mémoires archéologiques ».
Lorsque des raisons de santé contraignent le nouveau directeur de l'École, Léonard Aurousseau, à rentrer en France (où il décède), Louis Finot accepte une nouvelle fois d'assurer par intérim la direction de l'École et rejoint Saïgon en 1928, ce qui fut son dernier séjour en Indochine. Et en 1929, il est remplacé par George Coedès.

## Retour en France
Il s'embarque à Saïgon en janvier 1930 pour s'installer à Toulon. Élu membre de l'Académie des inscriptions et belles-lettres en 1933, il meurt deux ans plus tard à la suite d'une intervention chirurgicale, le 16 mai 1935 à Toulon.

## Hommages
Le musée de Hanoï, créé par l'EFEO a reçu le nom Louis Finot.

## Publications
- Les lapidaires indiens, Paris, Émile Bouillon (Bibliothèque de l'École des hautes études), 1896, 280 p.
- Indo-Chine pittoresque et monumentale. Ruines d'Angkor, Cambodge, illustrations d'après les aquarelles de Vincent Lorant-Heilbronn, 1909.
- « Fragments du Vinaya sanskrit », Journal asiatique (1911), p. 619-625.
- « Le Pratimoksasûtra des Sarvastîvâdins », Journal asiatique, Nov.-Déc. (1913), p. 465-558.
- Notes d'épigraphie indochinoise, Hanoï, Imprimerie d'Extrême-Orient, 1916, 439 p.
- « Recherches sur la littérature laotienne », BEFEO 17/5, 1917, p. 1-219.
- « Archéologie indochinoise » et « L'ethnographie indochinoise », BEFEO 21/1, 1921, p. 43-166 et 167-196.
- Les questions de Milinda, Milinda-Pañhha. Traduit du pali avec introduction et notes, Paris, Bossard, 1923 (Les classiques de l'Orient, 8).
- « Lokesvara en Indochine », Paris, EFEO/Van Oest, (PEFEO 19), Études Asiatiques (1), 1925, p. 227-256, pl. 16-25.
- « Inscriptions d'Angkor », BEFEO 25/3-4, 1925, p. 297-407.
- Avec Victor Goloubew et Henri Parmentier, Le temple d'Içvarapura (Banteay Srei, Cambodge), Paris, EFEO (Mémoires archéologiques, 1), 1926, 140 p., 72 pl.
- « Nouvelles inscriptions du Cambodge », BEFEO 28/1-2, 1928, p. 43-80, pl. 1-5.
- Avec V. Goloubew et George Coedès, Le temple d'Angkor Vat, Paris, EFEO, 1929-32 (Mémoires archéologiques, 2).